# Oreobates madidi
Oreobates madidi is een kikker uit de familie Strabomantidae en werd voor het eerst wetenschappelijk beschreven door Padial, Gonzáles en De La Riva in 2005. De soort komt voor in het noorden van Bolivia in de provincie La Paz op hoogtes van 900 tot 1500 meter boven het zeeniveau.